# El Epazote, Aguascalientes
El Epazote är en ort i Mexiko.   Den ligger i kommunen Asientos och delstaten Aguascalientes, i den centrala delen av landet, 400 km nordväst om huvudstaden Mexico City. El Epazote ligger 2 108 meter över havet och antalet invånare är 314.
Terrängen runt El Epazote är platt åt sydväst, men åt nordost är den kuperad. Runt El Epazote är det ganska glesbefolkat, med 21 invånare per kvadratkilometer. Närmaste större samhälle är Villa García, 15,7 km nordväst om El Epazote. Omgivningarna runt El Epazote är i huvudsak ett öppet busklandskap.